# Henryk Młody Król

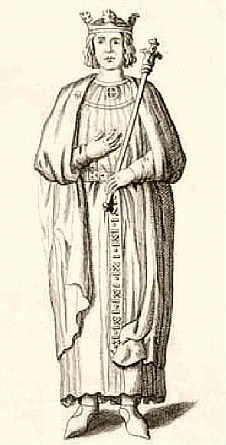
Henryk Młody Król

Henryk Plantagenet, zwany „Młodym Królem” (the Young King, ur. 28 lutego 1155, zm. 11 czerwca 1183 w zamku Martel w Turenii) – król Anglii, książę Normandii, hrabia Andegawenii i Maine jako koregent swojego ojca w latach 1170–1183. Drugi z pięciu synów Henryka II Plantageneta, króla Anglii oraz Eleonory, dziedziczki księstwa Akwitanii.

## Życiorys
Został ochrzczony przez Theobalda, arcybiskupa Canterbury (Cartulary of Holy Trinity Aldgate). Jednakże kronikarz Ralph of Diceto utrzymywał, że to Richard de Belmeis II, biskup Londynu, ochrzcił księcia (Diceto, Images of History).
Henryk wychowywał się pod okiem arcybiskupa Canterbury Thomasa Becketa. Został koronowany na króla Anglii jeszcze za życia ojca 14 czerwca 1170 r. przez Rogera arcybiskupa Yorku, wbrew woli papieża. Młodszy Henryk został też księciem Normandii, hrabią Andegawenii i Maine. Z tym wydarzeniem związana jest historia jaka wydarzyła się na uczcie po koronacji młodego Henryka, podczas której świeżo ukoronowanemu królowi usługiwał jego ojciec. Henryk II powiedział mu wtedy, że to wielki i rzadki honor być obsługiwanym przez króla. Młody Henryk odpowiedział na to, że zupełnie naturalnym jest aby syn hrabiego obsługiwał syna króla.
Nie jest do końca jasne, kiedy Henryk został pasowany na rycerza. Jeden z korespondentów Becketa twierdzi, że Henryk został pasowany przez swojego ojca przed koronacją. Z kolei biograf Williama Marshala pisze, że młody król został pasowany właśnie przez Marshala podczas rebelii 1173 r.
Henryk został wprawdzie ukoronowany, ale nigdy nie posiadał realnej władzy i nie jest wymieniany w poczcie królów Anglii. Przydomek „Młody Król” nadano mu, aby odróżnić go od jego ojca. Ten brak realnej władzy nie podobał się Henrykowi. Kiedy oprócz tego dowiedział się o zamiarze swojego ojca oddania trzech zamków leżących na jego terytorium najmłodszemu z braci, Janowi bez Ziemi, Henryk sprzymierzył się z niezadowolonymi baronami, królem Francji Ludwikiem VII Młodym, królem Szkocji Wilhelmem Lwem, hrabią Flandrii Filipem, hrabią Blois Tybaldem Dobrym i hrabią Boulogne Mateuszem II.
Rebelia rozpoczęła się w 1173 r. od ataku hrabiów Flandrii i Blois na Normandię. Henryk wywołał rewoltę w Andegawenii, Robert de Beaumont, 3. hrabia Leicester na czele flamandzkich najemników zaatakował południową Anglię, zaś na północy uderzył Wilhelm Lew. Szkoci zostali jednak odparci, a powracające z północy wojska pokonały hrabiego Leicester. Wiosną 1174 r. Szkoci zaatakowali ponownie. Tymczasem Henryk II uporał się z problemami na kontynencie i 8 czerwca wylądował w Anglii, uprzednio wysławszy swe oddziały na północ. Ci ostatni zaskoczyli Szkotów i pod Alnwick wzięli Wilhelma Lwa do niewoli. Po 18 miesiącach rebelia zakończyła się i Henryk ukorzył się przed swoim ojcem. Ten pozostawił mu współwładztwo Andegawenii.
2 listopada 1160 r., w wieku zaledwie pięciu lat poślubił Małgorzatę (1158–1197), córkę Ludwika VII Młodego, króla Francji, oraz Konstancji, córki Alfonsa VII Imperatora, króla Kastylii i Leónu. Para została ukoronowana na króla i królową Anglii 27 sierpnia 1172 r. w katedrze w Winchesterze. Była to druga koronacja Henryka. Pierwsza, która miała miejsce w 1170 r. uważana była za nielegalną z powodu nieobecności Arcybiskupa Canterbury. Małgorzata nie została wtedy ukoronowana z mężem, co rozgniewało jej ojca, króla Francji. Zaznaczył on, że biskupi, którzy pod nieobecność Tomasza Becketa (w wyniku czego zostali obłożeni ekskomuniką) ukoronowali młodego Henryka w 1170 roku nie mogą uczestniczyć w koronacji jego córki w roku 1172. Henryk i Małgorzata mieli razem jednego syna:
- Wilhelm (19 – 22 czerwca 1177?). Angielskie źródła (np. Roger de Hoveden Roger de Hoveden) podają, że chłopiec urodził się martwy, ale Francuzi- dziecko przyszło na świat w Paryżu- utrzymują, iż żył jeszcze parę dni i został ochrzczony imieniem Wilhelm.

Małżeństwo Henryka i Małgorzaty zostało zaaranżowane przez Henryka II, który uzyskał dzięki temu kontrolę nad posagiem Małgorzaty, ważnym strategicznie hrabstwem Vexin, położonym między Normandią a Île-de-France. Małżeństwo to, początkowo dość zgodne, zaczęło się psuć po śmierci Wilhelma. Najprawdopodobniej ciężki poród spowodował, że Małgorzata stała się bezpłodna. W każdym razie nie miała dzieci ani z Henrykiem, ani ze swoim drugim mężem, Belą III Węgierskim. Pod koniec 1182 r. na dworze zaczęły krążyć plotki o romansie młodej królowej ze słynnym rycerzem Williamem Marshalem, mentorem i przyjacielem Młodego Henryka. Marshal został wydalony z dworu. Rycerz chciał dowodzić swojej niewinności poprzez sąd boży, ale nie pozwolono mu na to. Jak się wydaje plotki były bezpodstawne. Świadczyć może o tym chociażby fakt, iż Marshal został przywrócony do łask po niezwykle krótkim czasie: już w czerwcu 1183 otrzymał od swego młodego pana rozkaz powrotu. 11 czerwca, w sobotę, czuwał przy łożu umierającego Młodego Króla w Martel.
Podczas koronacji Filipa II Augusta, przyrodniego brata Małgorzaty 1 listopada 1179 r. Henryk Młody Król szedł w orszaku koronacyjnym niosąc królewską koronę. Już wcześniej został mianowany przez swego teścia i lennego pana, Ludwika VII honorowym seneszalem Królestwa Francji.
Henryk zmarł na dyzenterię w 1183 r., podczas kolejnej rebelii przeciwko ojcu. Podczas kampanii w Limousin splądrował okoliczne klasztory, aby opłacić swoich najemników. Na początku czerwca pojawiły się pierwsze objawy dyzenterii. Coraz bardziej osłabionego Henryka przewieziono do zamku Martel. 7 czerwca stało się jasne, że król wkrótce umrze. Henryk przyjął ostatnie namaszczenie i wyspowiadał się. Jako pokutę za bunt przeciwko ojcu leżał nago na posadzce przez krzyżem. Swój płaszcz krzyżowca powierzył Marshalowi, który miał go zawieźć do Jerozolimy i złożyć u stóp Grobu Świętego. Leżąc na łożu śmierci Henryk chciał zobaczyć się z ojcem, ale ten, obawiając się podstępu, odmówił wysyłając jednocześnie arcybiskupa Bordeux, aby wręczył umierającemu Henrykowi pierścień na znak miłości i przebaczenia ojcowskiego . Po śmierci syna Henryk II powiedział: Kosztował mnie sporo, ale żałuję, że nie będzie kosztował mnie więcej. Młody król został pochowany w katedrze w Rouen. Po przeciwnej stronie ołtarza znajduje się grób młodszego brata Henryka, Ryszarda, z którym Henryk często się kłócił. Niedaleko spoczywa również Rotrou, arcybiskup Rouen, który ukoronował Henryka i Małgorzatę w 1172.
Henryk cieszył się sławą znakomitego rycerza. Uwielbiał stawać w turniejach. Podobno nie opuścił żadnego turnieju, jaki w latach 1175–1182 organizowany był w północnej Francji. Zyskiwało mu to sporą popularność w społeczeństwie. Trubadur Bertran de Born opisywał Henryka jako najlepszego króla jaki kiedykolwiek wziął tarczę, najdzielniejszego i najlepszego jaki brał udział w turniejach. Od czasów Rolanda, a nawet w czasach wcześniejszych, nie widziano rycerza tak utalentowanego, tak wyszkolonego, którego sława obiegłaby cały świat. Nawet gdyby Roland powrócił, nawet gdyby przeszukać cały świat od rzeki Nil i wschodu słońca, nie znaleziono by lepszego rycerza. Były kapelan Henryka, Gerwazy z Tilbury, powiedział, że jego śmierć była końcem wszystkiego co rycerskie.
Współczesna historiografia ocenia Młodego Króla zdecydowanie bardziej surowo. Historyk W.L. Warren napisał: Młody Henryk był jedynym członkiem swojej rodziny, który cieszył się sympatią za swojego życia. Jest również prawdą, że był jednym Plantagenetem, który nie dał żadnych świadectw zdolności politycznych, umiejętności wojskowych lub chociażby zwykłej inteligencji. W innej książce napisano: Henryk był łaskawy, życzliwy, uprzejmy, rycerski, pełen hojności i wspaniałomyślności. Niestety, był również powierzchowny, próżny, niedbały, głupi, niekompetentny, rozrzutny i nieodpowiedzialny.

## Młody Król w literaturze
Henryk jest jednym z głównych bohaterów powieści amerykańskiej pisarki, Sharon Kay Penman, pod tytułem Devil’s Brood (2009), a także drugoplanowym bohaterem powieści Waleczny Rycerz (The Greatest Knight, 1996) autorstwa angielskiej pisarki Elizabeth Chadwick.